# Instant Family
Instant Family is een Amerikaanse komedie-dramafilm uit 2018, geregisseerd door Sean Anders, die het scenario schreef met John Morris, deels gebaseerd op Anders' eigen ervaringen.

## Verhaal
Ellie en Pete zijn een gelukkig getrouwd stel. Samen runnen ze een bedrijf dat te renoveren huizen koopt, renoveert en vervolgens weer doorverkoopt. Een gezin stichten was nauwelijks aan de orde, totdat Ellie op een avond de website bekeek van een adoptiebureau dat op zoek was naar pleegouders. De twee nemen contact op met het bureau en volgen een bijbehorende voorbereidende cursus.
Als gevolg hiervan leren ze drie kinderen van dezelfde biologische ouders kennen, bestaande uit de 15-jarige rebelse Lizzy en haar jongere broer Juan en jongere zus Lita. Ellie en Pete nemen de drie mee naar binnen. Plots worden de twee nieuwe ouders geconfronteerd met uitdagingen die hun dagelijks leven volledig in de war brengen, vooral omdat de drie aanvankelijk geen interesse tonen om hun pleegouders iets te laten vertellen.
Pete en Ellie ontdekken dat het ouderschap een stuk ingewikkelder is dan ze dachten. Samen slagen de vijf er echter in om de valkuilen van het dagelijks leven de baas te worden en samen langzaamaan uit te groeien tot een echt gezin.

## Rolverdeling
| Acteur           | Personage      |
| ---------------- | -------------- |
| Mark Wahlberg    | Pete           |
| Rose Byrne       | Ellie          |
| Isabela Moner    | Lizzy          |
| Gustavo Escobar  | Juan           |
| Julianna Gamiz   | Lita           |
| Octavia Spencer  | Karen          |
| Tig Notaro       | Sharon         |
| Margo Martindale | Oma Sandy      |
| Julie Hagerty    | Jan            |
| Michael O'Keefe  | Jerry          |
| Joan Cusack      | Mevrouw Howard |
| Gary Weeks       | Dirk           |
| Andrea Anders    | Jessie         |
| Eve Harlow       | Brenda         |

## Release
Instant Family was oorspronkelijk gepland voor release in de Verenigde Staten op 15 februari 2019, voordat het drie maanden werd opgeschoven naar 16 november 2018.

## Ontvangst
Op Rotten Tomatoes heeft Instant Family een waarde van 81% en een gemiddelde score van 6,60/10, gebaseerd op 156 recensies. Op Metacritic heeft de film een gemiddelde score van 57/100, gebaseerd op 28 recensies.

## Prijzen en nominaties
| Jaar | Prijs                    | Categorie                                      | Genomineerde(n)     | Uitslag     |
| ---- | ------------------------ | ---------------------------------------------- | ------------------- | ----------- |
| 2019 | Imagen Foundation Awards | Beste speelfilm                                | Beste speelfilm     | Genomineerd |
| 2019 | Imagen Foundation Awards | Beste regisseur in een speelfilm               | Sean Anders         | Genomineerd |
| 2019 | Imagen Foundation Awards | Beste actrice in een speelfilm                 | Isabela Moner       | Gewonnen    |
| 2019 | Teen Choice Awards       | Choice Comedy Movie                            | Choice Comedy Movie | Genomineerd |
| 2019 | Teen Choice Awards       | Choice Comedy Movie Actor                      | Mark Wahlberg       | Genomineerd |
| 2019 | Young Entertainer Awards | Beste jonge hoofdrolspeler in een speelfilm    | Gustavo Escobar     | Genomineerd |
| 2019 | Young Entertainer Awards | Beste jonge hoofdrolspeelster in een speelfilm | Isabela Moner       | Gewonnen    |